# Ernando Rodrigues Lopes
Ernando Rodrigues Lopes (Formosa, Goiás, Brasil, 14 de abril de 1988) es un futbolista brasileño. Juega como defensa central y su equipo actual es el S. C. Internacional del Campeonato Brasileño de Serie A. Tiene 37 años.

## Carrera
Goiás
Ernando fue revelado en Goiás Esporte Clube, donde jugó durante ocho temporadas, convirtiéndose en el capitán del club.
En el Goiás, ganó cuatro títulos estatales y fue campeón nacional de la Serie B en 2012. El jugador también ha sido convocado a las categorías básicas de la selección brasileña.
El 10 de noviembre, antes de Flamengo, Ernando completó 400 juegos partidos con Goiás.
Internacional
En 2014, después de firmar un precontrato, fue contratado por Sport Club Internacional.

## Títulos
Goiás
- Campeonato Goiano: 2006, 2009, 2012 e 2013
- Campeonato Brasileño de Serie B: 2012

Internacional
- Campeonato Gaúcho: 2014, Campeonato Gaúcho, 2015

Selección brasileña sub-18a
- Copa Sendai Sub-18: 2006

Artilharias
- Recopa Gaúcha de 2015: 1 gol14 de abril de 1988